# Шекогали
«Шекогали» — одиннадцатый альбом российской группы «Чайф». Записан в 1998, выпущен в 1999 году.
Одиннадцатый альбом «Чайфа» был готов ещё в марте 1998 года. Музыканты долго ждали выгодного предложения, потом грянул кризис 17 августа. Выпустить долгожданный «Шекогали» удалось только в 1999 году. В это время песни «Завяжи мне глаза», «Кончается век», «Аргентина — Ямайка 5:0», «В её глазах» и несколько других крутили на многих радиостанциях.
Припев песни «В её глазах» — «Есть ещё здесь хоть кто-то, кроме меня?» — перевод «Is There Anybody Out There?» из «The Wall». «Родная, не плачь» — та же «No Woman, No Cry», но с другим текстом.
Шекогали — это гибрид слов «шейк» и «хали-гали» — танцев, появившихся практически одновременно, в 50-е годы. И тот и другой были очень популярны у молодых стиляг, а люди более старшего поколения, не разбираясь в тонкостях музыкальной моды, часто коверкали названия танцев.

## Список композиций
Автор всех песен — Владимир Шахрин, кроме указанных особо
| №   | Название                                                       | Длительность |
| --- | -------------------------------------------------------------- | ------------ |
| 1.  | «Не проспать бы (Кончается век)»                               | 5:03         |
| 2.  | «Мой фильм» (музыка — В.Двинин, слова — В.Двинин, В.Шахрин)    | 4:05         |
| 3.  | «В её глазах»                                                  | 4:26         |
| 4.  | «Родная, не плачь» (музыка — Винсент Форд)                     | 4:15         |
| 5.  | «Твоя светлая муза»                                            | 3:44         |
| 6.  | «Сентябрь» (музыка — В.Бегунов, слова — Р.Газизулин, В.Шахрин) | 5:32         |
| 7.  | «Аргентина — Ямайка 5:0»                                       | 3:19         |
| 8.  | «На воле (Кошка)»                                              | 3:08         |
| 9.  | «Матаня (Среднеуральская)»                                     | 3:14         |
| 10. | «Маленький белый ход»                                          | 5:27         |
| 11. | «Завяжи мне глаза»                                             | 2:51         |
| 12. | «Я рисую на окне (Шкала)» (слова — Сергей Шкаликов)            | 3:59         |
| 13. | «Мы делаем шаг»                                                | 4:33         |
| 14. | «Шекогали до зари» (автор песни неизвестен)                    | 3:42         |

## Участники записи
- Владимир Шахрин — вокал (кроме 14), гитара, губная гармоника, бэк-вокал (14)
- Владимир Бегунов — гитара, слайд, бэк-вокал
- Валерий Северин — барабаны, перкуссия, бэк-вокал, основной вокал (14)
- Вячеслав Двинин — бас-гитара, бэк-вокал

Приглашённые музыканты:
- Владимир Елизаров — гитара (5, 13), бэк-вокал (4)
- Лидия Цевелёва — вокал (4,10)
- Валентина Чуфарова — вокал (4,10)